# Hohne
Hohne är en kommun och ort i Landkreis Celle i förbundslandet Niedersachsen i Tyskland.
Kommunen ingår i kommunalförbundet Samtgemeinde Lachendorf tillsammans med ytterligare fyra kommuner.